# Tudo por Amor (telenovela)
Tudo Por Amor é uma telenovela portuguesa, produzida pela Texto e Cena e pela NBP para a TVI, protagonizada por Sofia Duarte Silva e Diogo Morgado. Foi originalmente exibida às 19h, antes do Jornal Nacional, substituindo Anjo Selvagem no horário, que passou a ser transmitida em horário nobre, pelas 21h. No entanto, devido ao insucesso, passou a ser transmitida ao início da tarde, por volta das 16h, em meios episódios. 
Foi adaptada do original mexicano "El amor no es como lo pintan"  da TV Azteca, que por sua vez, baseou-se na colombiana "Yo soy Betty, la fea". Nunca foi reposta na TVI ou TVI Ficção, apenas exibida na RTP Internacional, no ano de 2007.

## Sinopse
Alice Tavares (Sofia Duarte Silva) é uma jovem que vive com o pai Carlos (Guilherme Filipe), a avó Helena (Irene Cruz) e o irmão João (Ricardo Raposo), e sempre se esforçou para conseguir tudo o que possui.
As suas grandes amigas são Paula (Cláudia Oliveira) e Joana (Catarina Mil Homens) que, apesar de serem muito diferentes de Alice, passaram com ela por várias situações que serviram para as unir como uma espécie de "três mosqueteiros".
Apesar da sua inteligência, simpatia e preparação, Alice não tem tido uma vida normal…sempre foi discriminada devido à sua aparência pouco estética, situação que tem relevado devido ao seu bom carácter e maturidade.
Como qualquer jovem da sua idade tem fantasias e sonhos, mantendo a esperança de um dia encontrar o seu "príncipe encantado", alguém que a amará e que nela encontrará beleza e sensualidade onde os outros não encontram.
A sua maior fantasia é com Filipe Sabatié (Diogo Morgado), um jovem e elegante cineasta que conhece casualmente. Abomina os filmes deste jovem realizador, que acha tonto, absurdo e egocêntrico. Mas basta pensar nele para começar a tremer, situação que não compreende e a incomoda.
Quando vai trabalhar para a Agência de Publicidade "Castelo Branco" cria uma grande amizade com Vasco (Luís Alberto), o presidente da empresa, que se diverte bastante com as suas peripécias e admira a sua visão, não só no que se refere ao trabalho mas também ao mundo em geral.
Passam horas a conversar sobre arte, ciência, metafísica, e Vasco sente-se impressionado com os conhecimentos de Alice, acabando por reconhecer que ela é a sua melhor amiga.
A vida de Alice desenrola-se entre o trabalho, a família e as amigas. Todos a apoiam e são apoiados por ela mas, no fundo, sente-se só e sonha encontrar o amor tal como as personagens das muitas histórias que lê nas suas longas noites de insónias.
Filipe Sabatié, cujo nome verdadeiro é Pedro Castelo Branco, leva uma vida frívola e despreocupada. Sempre contou com o dinheiro da sua família para poder realizar os mais loucos projectos cinematográficos, que resultam sempre num fracasso de críticas e bilheteiras. Na verdade, Filipe apenas os usa como pretexto para manter tórridos romances com as estrelas da moda e para se divertir nas frequentes festas que organiza.
Este tipo de vida não agrada a Vasco, que se cansa de patrocinar as loucuras do filho e o obriga a trabalhar na Agência de Publicidade, situação que vai causar um descontrolo total em Alice, que fica desarmada com o seu físico de Adónis e o seu olhar.
Pedro não compreende como o pai pode ser amigo de uma rapariga tão feia, insuportável e com cara de idiota (a coitada perde o controle quando ele está à sua frente).
Alice canaliza todas as suas frustrações empenhando-se mais no trabalho e apoiando mais a família e as amigas, pois deste modo não tem tempo para se sentir infeliz. Mas o destino tem uma surpresa preparada e a sua vida vai seguir um rumo nunca por ela imaginado.

## Elenco
- Sofia Duarte Silva - Alice Tavares / Margarida
- Diogo Morgado - Pedro Castelo Branco / Filipe Sabatié
- Adelaide Ferreira - Teresa Pires
- Adelaide João (†) - Francisquinha[5][6]
- Afonso de Melo - Jorge Cunha Castelo Branco
- Alexandra Sedas - Lúcia
- Ana Tendeiro - Sofia
- António Marques - Manuel Castelo Branco
- Carla Lupi (†) - Dora
- Carlos Rodrigues (†) - Vítor
- Carlos Sebastião - Francisco Rico
- Carmen Santos - Manuela Rico
- Catarina Mil Homens - Joana Morais
- Cecília Sousa - Laura Martins
- Cláudia Oliveira - Paula Sousa Rico
- Dália Madruga - Rita
- Eurico Lopes - Nuno Castelo Branco
- Filipe Crawford - Henrique Morais
- Gonçalo Diniz - Jaime Pires
- Guida Maria (†) - Amélia Castelo Branco
- Guilherme Filipe - Carlos Tavares
- Henriqueta Maia - Luisa
- Igor Sampaio (†) - José Maria
- Inês Castel-Branco - Mariana Aguiar
- Irene Cruz - Helena Tavares
- Joana Barradas - Susana Oliveira (Susy)
- João Pedro Cary - Luís
- Jorge Henriques - Hugo
- José Eduardo - Padre Adriano
- José Pedro Vasconcelos - Xavier Brito
- Luis Alberto - Vasco Castelo Branco
- Lurdes Norberto - Sílvia Castelo Branco
- Manuela Santos - Daniela
- Marcantónio Del Carlo - Dário
- Margarida Cardeal - Carla
- Margarida Carpinteiro - Catarina Aguiar
- Paula Mora - Isabel Morais
- Pedro Pinheiro - Afonso Ávila
- Quimbé - José Gonçalves
- Rui Luis Brás - Padre
- Teresa Madruga - Cecília Brito

## Banda Sonora

### AiCD 1
| N.º | Título                    | Música             | Personagem    | Duração |  |
| 1.  | "Tudo por Amor"           | Beto               | Genérico      |         |  |
| 2.  | "Tudo por Amor"           | Mónica Sintra      | Genérico      |         |  |
| 3.  | "Tela sem Cor"            | Sonya Costa        |               |         |  |
| 4.  | "Vou Sorrir"              | Delfins            | Pedro         |         |  |
| 5.  | "Pelo Amor é que Estamos" | Maura              |               |         |  |
| 6.  | "Joana"                   | Mónica Sintra      |               |         |  |
| 7.  | "Mundo sem Luz"           | Sonya Costa        |               |         |  |
| 8.  | "Vais e vens"             | Delfins            | Paula         |         |  |
| 9.  | "Frívolas"                | A.Brito/T. Tavares |               |         |  |
| 10. | "Pai da Alice"            | Mónica Sintra      | Pai da Alice  |         |  |
| 11. | "Um Lugar Só"             | Sonya Costa        |               |         |  |
| 12. | "Podes Perguntar-me"      | Delfins            |               |         |  |
| 13. | "O Céu Bem Junto à Terra" | Maria A.           |               |         |  |
| 14. | "Mãe do Xavier"           | Mónica Sintra      | Mãe do Xavier |         |  |
| 15. | "A Vida é Bela"           | Delfins            | Avó da Alice  |         |  |

## Audiência
A estreia de Tudo Por Amor a 22 de Abril (Segunda-feira), foi vista por 1.010.200 espectadores. Em termos médios, esta novela registou uma audiência de 4.0% e 28.7% de share.